# فینیست‌ایر
فینیست‌ایر (به انگلیسی: Finist'air) یک شرکت هواپیمایی است که در تاریخ ۱۹۸۱ میلادی تأسیس شده است. دفتر مرکزی فینیست‌ایر در برست، فرانسه واقع شده‌است و به ۱ مقصد، پرواز مستقیم انجام می‌دهد.